# Zonnebaars
De zonnebaars (Lepomis gibbosus) is een zoetwatervis uit Noord-Amerika. Het is een invasieve diersoort in Europa, onder andere in de Benelux, die niet meer verhandeld, gehouden en vervoerd mag worden binnen landen van de Europese Unie.

## Beschrijving en voorkomen
De zonnebaars is een vis die 20 tot 25 centimeter lang kan worden. Van nature komt de vissoort voor in het oosten van Noord-Amerika, van Canada  tot in Florida.
Jonge vissen leven in scholen; volwassen dieren zijn territoriaal. De zonnebaars is gevoelig voor watervervuiling.

## Invasieve uitheemse soort
In de Lage Landen kan de soort tot 20 centimeter groot worden. In Nederland en België komt de soort voor in veel kleine afgesloten, min of meer natuurlijke wateren op hoge zandgronden, in Nederland vooral in Noord-Brabant en Limburg, maar ook in Gelderland, Overijssel en Zuidoost-Friesland. In België is de soort redelijk algemeen ten noorden van Samber en Maas, maar tamelijk zeldzaam ten zuiden daarvan. Als exoot komt de zonnebaars sinds circa 1910 voor in de Benelux. In de eenentwintigste eeuw is de soort echter sterk in opmars. Vermoed wordt dat dit komt doordat vijverliefhebbers hun nakweek soms vrijlaten in de natuur. Het uitzetten van vissen (en exotische dieren in het algemeen) in de natuur vereist een vergunning en is anders verboden. Eenmaal uitgezet in de vrije natuur zijn zonnebaarzen moeilijk te verwijderen, en de controle op het uitzetten is praktisch onmogelijk.

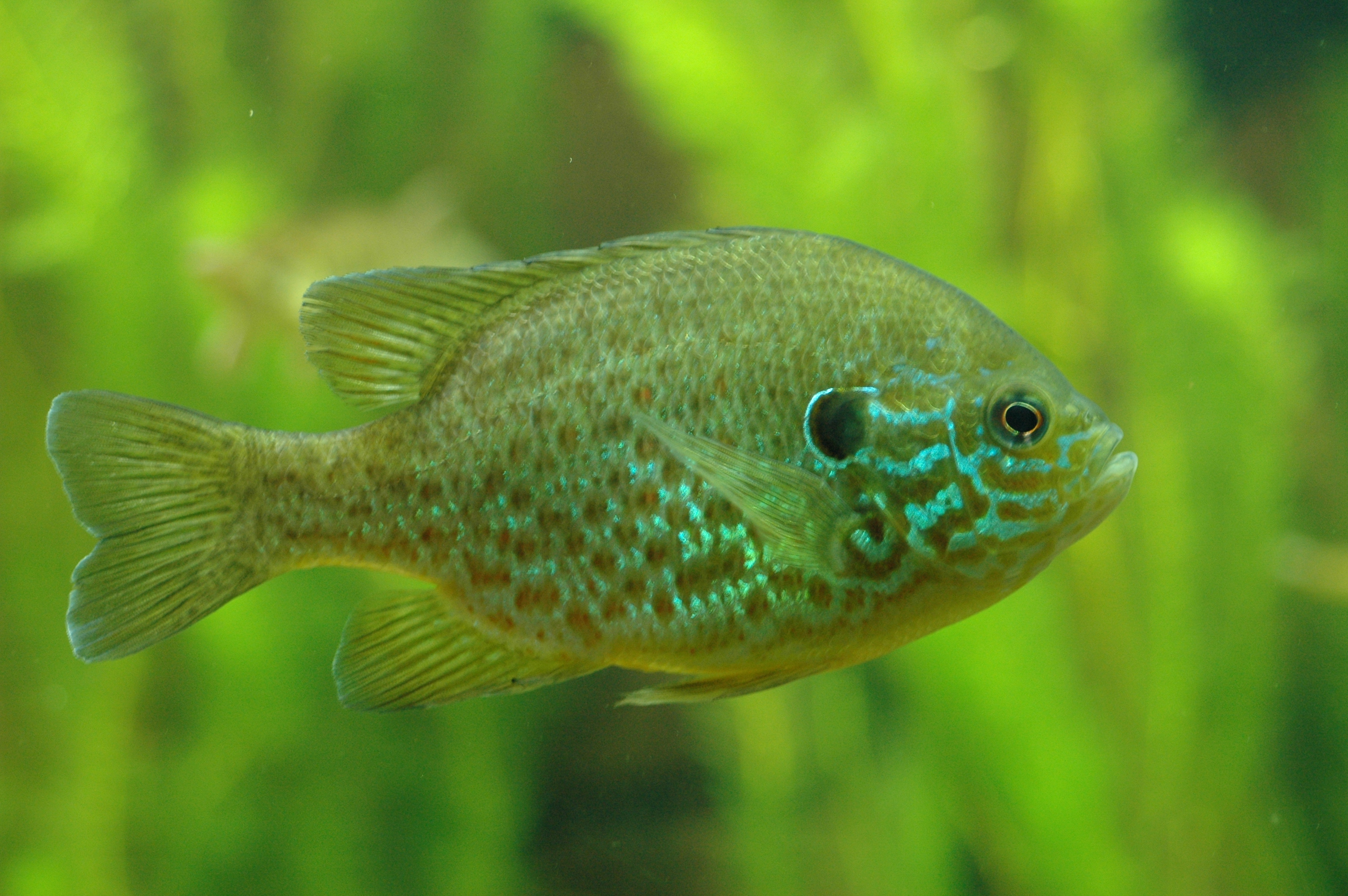
Zonnebaars in het aquarium van Zoo Leipzig

RAVON stelt dat de zonnebaars in geïsoleerde, natuurlijke vennen en kleine wateren een directe bedreiging vormt voor de inheemse fauna van de Lage Landen. Amfibieën als de heikikker en de kamsalamander en zeldzame libellen als de venwitsnuitlibel, tengere pantserjuffer en de koraaljuffer lopen gevaar te verdwijnen, omdat hun larven en eieren door zonnebaarzen worden opgegeten. De aldus bedreigde soorten zijn vaak soorten waarvoor het Nederlandse ministerie van Economie, Landbouw en Innovatie speciale beschermingsplannen heeft opgesteld. De zonnebaars staat op de lijst van in Nederland schadelijke exoten van de werkgroep exoten. Ook in België werd de soort  beschreven als invasieve uitheemse soort. De zonnebaars kan er in bepaalde systemen in zeer hoge aantallen voorkomen en heeft een negatieve impact door predatie op de inheemse fauna, zoals insecten, larven en amfibieën. Inheemse predators zien zo ook hun prooidieren afnemen, wat in afgesloten wateren tot voedselcompetitie kan leiden. Ook wordt de reproductie van inheemse vissoorten belemmerd door vraat van eieren. De soort is drager van uitheemse parasieten, die nog niet allemaal onderzocht zijn. De impact van deze parasieten op inheemse soorten is dus voorlopig nog onduidelijk. 
Verder probeert men in België en Nederland op sommige plaatsen de soort te bestrijden door middel van het wegvangen van de vissen. Dit blijkt echter inefficiënt vanwege het snelle voortplantingsvermogen van de soort. Een andere vorm van (biologische) bestrijding lijkt de inzet van snoeken te zijn.
Sinds augustus 2019 staat de soort op een Europese lijst van invasieve soorten  die vanwege hun schadelijkheid niet meer in de Europese Unie verhandeld, gehouden, gekweekt, vervoerd noch uitgezet mogen worden.

## Vijvervis
De zonnebaars was een populaire vijvervis en kon in aquaria worden gehouden. Niet alleen zijn kleuren werden op prijs gesteld; in tuinvijvers eet deze vis muggenlarven, bloedzuigers en wormen die op andere vijvervissen parasiteren. Ook eet de zonnebaars eieren en broed van andere vissoorten en amfibieën. De soort, en een aantal ondersoorten, was regelmatig in de vijverhandel verkrijgbaar, maar dat is sinds 2016 wettelijk niet meer toegestaan. Zonnebaarzen planten zich zeer gemakkelijk voort. Een koppeltje kan per jaar zorgen voor honderden nakomelingen.

## Ongeldige synoniemen
Van deze vissoort zijn de volgende synoniemen bekend:
- Eupomotis aureus (Walbaum, 1792)
- Perca gibbosa Linnaeus, 1758
- Pomotis gibbosus (Linnaeus, 1758)
- Pomotis ravenellii Valenciennes in Cuvier and Valenciennes, 1831
- Pomotis vulgaris Cuvier, 1829
- Sparus aureus Walbaum, 1792